# Dellerhof
Dellerhof ist ein Gemeindeteil der Gemeinde Stegaurach im oberfränkischen Landkreis Bamberg in Bayern.

## Geografie
Der Weiler liegt südwestlich des Kernortes Stegaurach zwischen dem westlich gelegenen Hartlanden und dem östlich gelegenen Dellern. Nördlich fließt die Aurach, östlich verläuft die Bundesstraße 22.